# Wonder Woman: Earth One
Wonder Woman: Terra Unu face parte dintr-o serie de romane grafice publicate de DC Comics ca parte a seriei Terra Unu . Seria este scrisă de Grant Morrison⁠(d) și ilustrată de Yanick Paquette⁠(d) .  Volumul 1 al seriei a fost lansat pe 6 aprilie 2016, în timp ce Volumul 2 a fost lansat pe 3 octombrie 2018.   Volumul 3 a fost lansat pe 9 martie 2021. 

## Istoria publicării
Wonder Woman: Terra Unu Volumul 1 este al patrulea roman grafic original care a fost anunțat de DC Comics ca parte a seriei Terra Unu de romane grafice înființată în 2009.  Este continuare la Superman: Earth One⁠(d), Batman: Earth One⁠(d) și Teen Titans: Earth One⁠(d) .

## Subiectul

### Volumul unu
Semi-zeul Hercule o captureză pe regina Hippolyta și alte câteva amazoane, si o înjosește în fața supușilor ei. Hippolyta cere ajutorul Afroditei, care dezvăluie că Hippolyta trebuie să-și revendice brâul care o poate proteja de rău împotriva lui Hercule. După ce își recuperează brâul îl seduce pe Hercule suficient de mult pentru a-i rupe gâtul cu propriile ei lanțuri, apoi le eliberează pe celelalte Amazoane și învinge trupa de soldați a lui Hercule. Regina se roagă încă o dată Afroditei să retragă amazoanele din lumea omului.
3000 de ani mai târziu, "Femeia Fantastică" se întoarce pe Insula Paradisului, unde este plasată sub arest pentru că s-a consortit în „Lumea Bărbaților”. Procesul este asistat de Ursitoare, precum și de o mulțime de amazoane, inclusiv Nubia. Diana își începe povestea amintind un moment alături de Althea, gardianul Razei Violete. Diana folosește raza pentru a vindeca pe Dindra, o căprioară care se rănise pe stânci. Althea întreabă dacă Diana va participa la jocuri pentru a o onora pe zeița Diana, dar ea îi răspunde că mama ei Hippolyta nu o dorește, deoarece ar avea un avantaj nedrept datorită puterile sale. În timpul festivalului, Diana apare purtând pălăria de leu a lui Hercule, apoi fuge în timp ce ceilalți o urmăresc. În timp ce Diana fuge de urmăritori, îndreptându-se spre mal, găsește un bărbat care se prăbușește la pământ, se dovedește a fi pilotul american Steve Trevor.
În prezent, Hippolyta o cheamă pe Althea să depună mărturie. Althea explică faptul că a mers să identifice un zgomot în laboratorul ei, dar când s-a întors, Raza Violetă dispăruse, sugerând că Diana a luat-o. Diana dezvăluie că a luat raza pentru a-l vindeca pe bărbat, Steve Trevor⁠(d) . Ulterior a provocat-o pe campioana Mala⁠(d) la o bătălie. Diana câștigă lupta și revendică avionul Malei. Mai târziu, Hippolyta o ceartă pe Diana pentru acțiunile sale si remarcă un parfum familiar asupra Dianei dandu-și seama că trebuie să fie al unui bărbat. După ce Diana pleacă, ea le poruncește amazoanelor să caute peste tot pe Insula Paradisului și să-l găsească pe bărbat.
Între timp, Diana îl conduce pe Steve la avionul invizibil, dar sunt luați prin surprindere de Mala și de alte amazoane. Mala este chemată apoi să depună mărturie în timpul prezent. Ea declară supărată că Diana a încălcat tradiția, precum și că a respins-o ca iubită. Mala aleargă după avionul Dianei, dar Diana reușește să scape. Mala se întoarce la Hippolyta, care intenționează să o recruteze pe Medusa⁠(d) din Lumea de Dincolo pentru a o aduce înapoi pe Diana.
Diana îl transportă pe Steve înapoi în Statele Unite și îl duce la spital. În timp ce se află în spital, Diana observă multe femei în vârstă care mor și începe să intre în panică. Încearcă să fugă, dar se confruntă cu mai mulți soldați, se luptă cu ei și îi învinge, apoi decide să plece acasă. În prezent, Etta Candy⁠(d), numită Beth, este chemată să depună mărturie. Își amintește de prima întâlnire cu Diana: de autobuzul care o transporta și de fetele Holliday , autobuz care se prăbușeste și cade pe o stâncă, dar Diana le salvează. Beth o critică pe Hippolyta pentru tratamentul pe care i-l ofera fiicei sale.
Steve este interogat de autorități până în momentul când apar Diana și fetele Holliday. Steve inventează apoi numele „Femeia Fantastică” pentru Amazoană. Beth își amintește apoi cum "Femeia Fantastică" a creat costumul pentru ea. Curând după aceea, Medusa atacă hotelul în care stăteau și îl transformă pe Steve în stană de piatră. Amazoanele o confruntă pe Diana și îi ordonă să vină cu ele ceea ce și face, sub promisiunea unui proces.
În prezent, corpul de piatră al lui Steve este adus înainte . Diana dezvăluie că a lucrat la modificarea Razei Violete pentru ca aceasta să afecteze și pe bărbați vindecându-l Steve de petrificare. Diana o cheamă pe Hippolyta să depună mărturie și descoperă că s-a născut din sămânța lui Hercule. Diana îi iartă minciunile Hippolytei și o îmbrățișează, apoi călătorește înapoi în Statele Unite pentru a-și finaliza călătoria asumându-și rolul de "Femeia Fantastică".

### Volumul doi
În timpul celui de-Al Doilea Război Mondial, Paula von Gunther⁠(d) îi conduce pe naziști pe Insula Paradisului, recent descoperită, pentru a o cuceri. Bătălia este unilaterală pe măsură ce amazoanele conduse de regina Hippolyta îi înving pe naziștii și îi trimit pe bărbați în Lumea Afroditei pentru a-și curăța dragostea pentru război și a o înlocui cu iubirea de autorități. Decid însă să o păstreze pe Paula să o antreneze să se supună Codului Amazon pe Insula Îmbunătățirii. Înainte de a pleca, Paula zărește o tânără Diana și întreabă cine este.
În prezent, Diana aka "Femeia Fantastică" a devenit un simbol. Dar un Consiliu secret din interiorul Pentagonului, cu informații preluate de la naziști aflați pe Insula Paradisului, intenționează să cucerească insula și să le fure tehnologia apelând pentru treaba aceasta la Dr. Leon Zeiko⁠(d). Diana ține o cuvântare mulțimii, lăudându-și casa amazoniană și căile lor în comparație cu „Lumea Bărbaților”, dar publicul ei oferă doar critici, unul dintre cei prezenți întrebându-se „de ce nu poți pune un lasso în jurul întregii lumi?”, lăsând-o pe Diana să iși pună la îndoială misiunea. Diana vorbește cu mama ei, al cărei singur sfat este să învețe durerea și regretul pe care le are în minte. Chiar atunci, Hippolyta este alertată de Nubia și Mala că Svastica a fost lăsată în vechea cameră a Dianei.
Diana se joacă de-a prinselea cu Steve Trevor în noul avion al Guvernului despre care ei speră să depășească tehnologia amazoniană, doar ca avionul explodează, dar Steve este salvat. Diana și Steve au o conversație despre viziunea lumii asupra Dianei, explicând că ea îi intimidează pe oamenii puternici, în timp ce Diana se apără explicând că Guvernul ar putea ataca insula și dovedi cât de inutil ar fi asta. Generalul Darnell cere ajutorul Dianei deoarece în Orientul Mijlociu, teroriștii atacă un negociator și complotează pentru realizarea unui trafic cu femeilor capturate însă Diana apare la timp și îi învinge. Se întâlnește cu negociatorul, care este Zeiko deghizat. Bând o băutură, Diana comentează lucrarea lui despre Weaponized Communication, dar brusc Zeiko mută conversația către misiunea Dianei, modul în care lassso-ul ei este mai mult pentru controlul minții si ca Diana fiind cineva perfect care nu poate inspira pe cei care nu sunt ca ea în nici un caz. Diana nu poate face altceva decât să-și apere munca ca să pună capăt războiului nesfârșit și să-și unească lumile împreună. Când pleacă, Zeiko ajunge la concluzia că Diana este ca orice femeie manipulatoare. Generalul Darnell se întâlnește cu superiorul său pentru a o minți pe Diana despre „misiune”, deoarece Pentagonul intenționează să o distrugă pe "Femeia Fantastică" și să atace insula ei pe care o urăsc și de care se tem. Darnell se întâlnește cu Maxwell Lord,⁠(d) care le prezintă costumele sale de luptă noi, numite A.R.E.S. Generalul Darnell se întâlnește cu Steve pentru a-i spune ce se întâmplă, iar mai târziu Steve se întâlnește cu Diana să discute despre Zeiko, dar cuvintele sale sunt ignorate.
Înapoi pe Insula Paradisului, Paula, captivă dezvăluie că intenția ei a fost motivată  de afecțiunea ce o purta pentru pentru Diana . În același timp, Hippolytei i se spune ceva oribil de către Ursitoare. Diana se întâlnește cu Zeiko și, atunci când o sărută, Zeiko îi cere să folosească lasso-ul pe el. Folosindu-l, Zeiko dezvăluie că Guvernul crede despre Diana că este un cercetaș al unei forțe avansate tehnologic care planifică o invazie și că a fost angajat să-i ajute și susține că Darnell și Steve fac parte din aceasta. Diana nu-l crede la început, dar apoi întreabă ce ar putea face, iar Zeiko propune ca Diana să folosească lasso-ul pe ea, pentru a vedea dacă misiunea ei este adevărată. Ea e de acord, în același timp Zeiko își folosește supunerea post-hipnotică asupra Diana pentru a-și pierde puterile și voința. Steve apare însă Zeiko o are sub control pe Diana si îi ordonă să-l atace și ea se supune. Este dezvăluit faptul că atacul terorist a fost un fals, Zeiko îi spune Dianei că Pentagonul are nevoie ca ea să fie sfidătoare și o pregătește pentru marea ei zi. Înapoi pe Insula Paradisului, Paula o ucide pe Hippolyta, îi fură brâul și evadează de pe insulă.
La Marșul Femeilor, Diana vorbește despre ororile bărbaților față de femei și declară că amazoanele vor veni acum în „Lumea Bărbaților” pentru a-i aduce pe bărbați în genunchi, declarând război. Consiliul aude știrile, exact în momentul în care Maxwell Lord intră în scenă și preia conducerea pentru a-și pregăti invazia și dezvăluie declanșatorul creat pentru a controla singura persoană care o poate ucide pe "Femeia Fantastica": Paula von Gunther. Diana răcnește în remorcă, când Beth Candy⁠(d) dezvăluie că Zeiko este cunoscut ca un artist pickup și maestru al manipulării numit „Dr. Psycho”. Zeiko se dezvăluie și îi spune Dianei că mama ei este moartă exact când Paula sosește și cele două femei se luptă intre ele. Lupta Dianei și Paulei ajunge la Casa Albă, unde Diana îi cere lui Paula să dezvăluie de ce și-a ucis mama, iar Paula îi dezvăluie că a fost controlată să o facă, dar a făcut-o pentru că o iubea pe Diana și dorea să conducă împreună cu ea peste „Lumea Bărbaților”. Amazoanele sosesc și o returnează pe Diana, Paula și Zeiko înapoi pe Insula Paradisului.
Odată cu costumele de luptă A.R.E.S. pregătite pentru luptă, Diana crede că Ares, zeul războiului, se află în spatele conflictelor „Lumii Bărbaților” și își asumă locul ca noua regină a amazoanelor.

### Volumul trei
Diana, acum regină a amazoanelor, trebuie să adune laolaltă triburile amazoniene disparate pentru prima dată într-un mileniu. Atacul lui Max Lord asupra Insulei Paradisului cu armurile sale A.R.E.S. distructive este iminent și, pentru a rezista războiului care vine, "Femeia Fantastică" va avea nevoie de toată puterea surorilor ei. Poate Diana să-și aducă în sfârșit mesajul de pace în "Lumea Bărbaților" sau războiul lui Max Lord va arde până la cenușă lumea întreagă împreună cu lumea amazoanelor ?

## Personaje

### Personaje Volumul 1
- Prințesa Diana | Femeia Fantastică: Diana este prințesa amazoanelor si fiica Hippolytei și a lui Hercule, concepută în afara căsătoriei când Hercule a violat-o pe Hippolyta. Diana este iubită de surorile ei, dar se simte diferită de celelalte când nu poate participa la multe tradiții amazoniene datorită puterilor sale unice moștenite de la tatăl ei semizeu. Cu toate acestea, Diana are o personalitate aparte, care o determină să-l salveze pe Steve Trevor, în ciuda faptului că a devenit criminal în Insula Paradisului.
- Hippolyta: Hippolyta este regina amazoanelor și mama Dianei. Versiunea aceasta este similară cu cea originală dar e prezentată ca fiind mai puțin onestă și mai dură cu fiica sa. Ea își dorește să protejeze Amazoanele de lumea oamenilor chiar dacă ar trebui să folosească forța brută  dacă e necesar. Ascunde un secret față de ceilalți pe care Diana îl descoperă în timpul propriului proces.
- Steve Trevor: Steve Trevor este un pilot care se prăbușește pe Insula Paradisului și este salvat de Diana. Spre deosebire de omologul său din DC Universe, acest Steve Trevor este descris ca fiind afro-american, o schimbare făcută de scriitorul Grant Morrison pentru că dorea mai multă diversitate în benzi desenate.
- Etta Candy | Beth Candy: Beth Candy este prima prietenă a Dianei din „Lumea Bărbaților”. Grant Morrison a modificat numele lui Etta Candy pentru a o onora pe cântăreața Beth Ditto, încorporând în același timp elemente din actrița și cântăreața Rebel Melanie Elizabeth Wilson .
- Nubia: Nubia este cel mai de încredere consilier al reginei Hippolyta și al doilea comandant al Amazoanelor. De asemenea, ea are o relație romantică cu regina ei.
- Mala: Mala este fosta parteneră a Dianei și campioana amazoanelor. Mala conduce un avion invizibil pană cand Diana o provoacă la un duel, ulterior fiind învinsă și nevoită să cedeze avionul. Il urăște pe Steve Trevor învinuindu-l că i-a furat partenera, pe Diana.
- Althea: Althea este doctorul șef al amazoanelor. Este gardianul Razei Purpurii vindecătoare, deși acesta este ulterior furat de către Diana pentru a-l folosi să îl vindece pe Steve Trevor.
- Donna Troy | Troia: Troia este una dintre amazoanele care au încercat să o aducă înapoi pe Insula Paradisului pe Diana.
- Artemis of Bana-Mighdall|Artemis: Artemis este una dintre Amazoanele care au încercat să o aducă înapoi pe Insula Paradisului pe Diana.
- Moirai | Ursitoarele: Cele trei surori ale destinului: Clotho, Lachesis, și Atropos. Au fost martore la procesul Dianei.
- Afrodita: Afrodita este Zeița patronă a Amazoanelor. A ajutat-o pe Hippolyta dezvăluind că recuperarea brâului i-ar restabili puterea și îi va permite să-l ucidă pe Hercule.
- Hercule: Hercule este un războinic și un semizeu, fiul lui Zeus înzestrat cu putere imensa cu ajutorul căreia a capturat-o pe Hippolyta și pe amazoane și a furat brâul reginei. El este tatăl Dianei conceputa prin violul asupra Hippolytei, și de la el își moștenește puterile Diana.
- Medusa: Medusa este amenințătoarea gorgonă care servește ca armă pentru amazoane. Hippolyta a călătorit in Lumea de Dincolo pentru a cere ajutorul Medusei pentru a-și întoarce fiica înapoi pe Insula Paradisului pentru proces. Acest lucru a determinat-o pe Medusa să îl transforme pe Steve Trevor și pe alții în piatră.
- Generalul Darnell: Generalul Darnell este superiorul lui Steve Trevor în forțele aeriene.

### Personaje Volumul 2
- Baronesa Paula von Gunther: Paula von Gunther, cunoscută și sub numele de „Uberfraulein”, este un agent nazist de rang înalt care a încercat să cucerească Insula Paradisului pentru Germania. După ce s-a luptat cu regina Hippolyta, Paula a fost forțată să se supună și a devenit ea însăși o amazoană.
- Doctor Psycho | Leon Zeiko: Leon Zeiko este un pickup artist ale cărui abilități în domeniul hipnozei și neurolingvisticii au fost cerute de armata SUA.
- Maxwell Lord: Maxwell Lord este un expert antreprenor care își oferă serviciile armatei SUA în domenii precum robotică și psihologie. Este dezvăluit a fi versiunea mondială a lui Ares.

### Personaje Volumul 3
- General Conquest, Dr. Duke și Dl. Earl: servitorii loiali ai lui Maxwell Lord/ Ares
- Profesorul Garrett Manly

## Recenzii
IGN a dat titlului o recenzie pozitivă, afirmând că „Wonder Woman: Earth One nu va fi o bandă desenată pentru toată lumea. Acest roman grafic original oferă o abordare mai provocatoare asupra eroinei, una care o readuce la Epoca de Aur, cu rădăcini ce redau obsesia pentru brutalitate față de femei, un materialul pe care unii cititori l-ar putea considera incomod. Artistul Yanick Paquette a câștigat Premiul pentru cel mai bun artist Shuster 2017 pentru volumul 1 și a primit nominalizarea pentru cel mai bun artist atât la Premiile Shuster, cât și la Premiile Eisner pentru munca la volumul 2 ".  A fost numărul 1 în Lista Celor Mai Bine Vândute Cărți Grafice Hardcover ale publicației The New York Times 

## Versiuni în alte limbi
De la lansarea sa originală, Wonder Woman: Earth One a fost tradusă în portugheză, franceză, italiană, japoneză, turcă, spaniolă, germană, rusă, olandeză și română:
- Mulher Maravilha: Terra Um (ISBN: 978-8583682066 ), Panini Comics Brasil, Brazilia
- Wonder Woman: Erde Eins Band 1 (ISBN: 978-3741600289 ), Panini Comics Deutschland, Germania
- Wonder Woman: Earth One (ISBN: 978-1401268633 ), Shogakukan-Shueisha Production, Japonia
- Femeia minunată: Yeni Dünya Cilt Bir (ISBN: 978-9750839948 ), Yapı Kredi Yayınları, Turcia
- Wonder Woman: Tierra Uno Volumen 1 (ISBN: 978-84-16796-72-4 ), ECC Comics, Spania
- Wonder Woman: Terre-Un (ISBN: 979-1-02-681124-4 ), Urban Comics, Franța
- Wonder Woman: Terra Uno Volumul 1 (ISBN: 978-8-89351217-6 ), RW Edizione, Italia
- Mulher-Maravilha: Terra Um (ISBN: 978-8583682066 ), Levoir / Público, Portugalia
- Wonder Woman: Earth One Boek 1, RW Lion, Olanda
- Wonder Woman: Terra Unu Volumul 1 (ISBN: 978-6067105131 ), Editura Grafic, România